# Friedrich Graf von Westphalen
Friedrich Graf von Westphalen (* 23. Juli 1940 in Aussig, Reichsgau Sudetenland) ist ein deutscher Rechtswissenschaftler und Rechtsanwalt.

## Leben
Von Westphalen wuchs in Paderborn in einer Großfamilie aus dem Adelsgeschlecht der Grafen von Westphalen auf und besuchte die Jesuitenschule in Büren. 1960 legte er sein Abitur ab. Er studierte Rechtswissenschaften in Münster, Heidelberg, Bonn und Washington D.C. Daneben studierte er auch Politikwissenschaft und besuchte Vorlesungen zur Geschichte und zur Philosophie. 1968 wurde er an der Universität Köln mit einer Dissertation zur Rechtsvergleichung der Produkthaftung im amerikanischen und im deutschen Recht zum Dr. jur. promoviert.
Nach dem zweiten Staatsexamen wollte er zunächst Journalist werden und sich nicht juristisch betätigen. Er hatte sich beim Rheinischen Merkur bereits als Student als Mitarbeiter betätigt und wurde nun im Ressort des Merkur für das Ausland tätig. 1969 wurde er Syndikus in einem Industrieunternehmen.  1973 ließ er sich dennoch als Rechtsanwalt in Köln nieder. Er war zunächst in der deutschlandweit tätigen Sozietät Graf von Westphalen tätig, von der sich später (2010) wegen unterschiedlicher strategischer und Führungsauffassungen mit den Standorten Köln und Freiburg die Sozietät Friedrich Graf von Westphalen & Partner abspaltete.
Friedrich Graf von Westphalen begann bereits zu Beginn seiner anwaltlichen Tätigkeit rechtswissenschaftlich zu veröffentlichen. Er entwickelte sich zum Pionier auf den Gebieten der Exportfinanzierung, der Produkthaftung, des AGB-Rechts und des Leasingrechts. Ab 1998 betätigte er sich in der Lehre an der Universität Bielefeld. 2004 wurde er Honorarprofessor an der Bielefelder Universität. Von Westphalen ist Gründungsmitglied des European Law Institute, einer non-profit Organisation, die sich der juristischen Forschung sowie der Verbesserung des europäischen Rechts widmet mit dem Ziel, die europäische Integration auf dem Gebiet des Europarechts konstruktiv zu begleiten. Er gehört zu den Unterstützern der Charta der Digitalen Grundrechte der Europäischen Union, die Ende November 2016 veröffentlicht wurde.